# 竹内昭夫
竹内 昭夫（たけうち あきお、1929年4月29日 - 1996年12月26日）は、日本の法学者。専門は商法・消費者法。学位は、法学博士（東京大学・論文博士・1962年）（学位論文「剰余金の資本組入」）。東京大学名誉教授。消費者法という法分野を創設した。1996年日本学士院会員、紺綬褒章・紫綬褒章・勲二等瑞宝章受章。鈴木竹雄門下。弟子に関俊彦、大塚龍児、岩原紳作、神田秀樹、宍戸善一、弥永真生、神作裕之、吉原和志など。
岳父（妻の父）は元東京銀行監査役の斎藤保義。義兄（妻の兄）は元毎日新聞社代表取締役社長・会長の斎藤明。義姉（妻の姉）は国際基督教大学名誉教授の斎藤美津子。

## 来歴・人物
愛知県知多郡阿久比村（現阿久比町）出身。
旧制愛知県立半田中学校（現・愛知県立半田高等学校）、旧制第八高等学校文科乙類卒業。1949年、東京大学法学部政治学科に入学するも、1950年に東京大学法学部法律学科に転科。1953年東京大学法学部法律学科卒業。同年、東京大学大学院前期研究奨学生（商法専攻、指導教官鈴木竹雄）。1956年東京大学大学院後期研究奨学生。
1958年、東京大学法学部助教授。1962年、法学博士（東京大学）（「剰余金の資本組入」）。1968年、東京大学法学部教授。1973年、松本賞受賞。
1976年、国会に招致され、「（公正なマルチとは）安全なペスト、無害なコレラと言うに等しい」と述べ、今でもマルチ商法否定派によって引用されている。
1990年、東京大学を定年退職、名誉教授、筑波大学社会科学系教授に就任。
1996年、紺綬褒章、紫綬褒章、勲二等瑞宝章受章。同年、肺炎のため文京区の病院で死去。享年67。

## 受賞
- 1973年　- 松永賞受賞（「商法・証券取引法・消費者保護法の研究」）[4]

## 叙位・叙勲
- 1996年　- 紫綬褒章受章[4]

## 門下
- 大塚龍児
- 関俊彦 (法学者)
- 岩原紳作
- 宍戸善一
- 神田秀樹
- 弥永真生
- 神作裕之
- 吉原和志 - 東北大学教授

## 著書・論文
- 『会社法の理論』
- 『株式会社法』